# Symphonie no 5 de William Schuman
Pour les articles homonymes, voir Symphonie no 5.
La Symphonie pour cordes en trois mouvements du compositeur américain William Schuman est sa 5e symphonie composée à partir du 28 mai 1943 et achevée le 31 juillet 1943 à New Rochelle. L'œuvre se situe chronologiquement entre les symphonies numérotées 4e  et 6e mais le compositeur ne s'y référait jamais en tant que symphonie no 5 sans donner d'explication.
Le travail de composition est parallèle à celui de Three-Score Set, pièce pour piano de trois fois 20 mesures écrite pour le 60e anniversaire de son éditeur, Carl Engel et achevée le même jour que la symphonie. Les mouvements centraux des deux pièces présentent des matériaux musicaux similaires sans que l'on puisse dire lesquels ont engendré les autres.
La symphonie est une commande de la Fondation Koussevitsky en souvenir de Natalie Koussevitsky, l'épouse de Serge Koussevitsky qui crée la symphonie le 12 novembre 1943 avec l'Orchestre symphonique de Boston. L'œuvre remporte un succès immédiat et Rudolph Elie Jr., le critique du Boston Herald, estime que Schuman « est en voie de devenir le compositeur américain le plus important ». Dans Modern Music, Moses Smith estime que c'est « une des plus belles symphonies américaines écrites à ce jour […] comparable aux œuvres de maturité de Walter Piston »,.
Maître reconnu du contrepoint, Schuman incorpore dans cette œuvre toutes sortes de dispositifs d'imitation, canoniques et autres, poussés par une intensité rythmique tout aussi convaincante. Bien qu'elle ne comporte que trois mouvements au lieu des quatre traditionnels, cette symphonie est plus conforme aux traditions classiques que sa Troisième. Écrite pour les cordes seules, elle n'utilise que deux technique: arco et pizzicato avec ajout de sourdine dans le mouvement central.

## Analyse
La symphonie est en trois mouvements :
1. Molto agitato ed energico
2. Larghissimo
3. Presto

Durée : environ 17 à 18 minutes.
Le premier mouvement porte l'empreinte de la forme sonate classique. Son thème principal est une longue mélodie fluide jouée à l'unisson par les violons. Un second thème, très rythmique et approprié pour une élaboration en fugue, dérive subtilement du thème principal. Schuman remplace le développement attendu par un passage prolongé aux cordes, tendu par des variations sur des fragments du thème principal, et termine le morceau à l'unission.
Toujours soucieux de l'aspect intellectuel de son art, Schuman façonne le Larghissimo qui suit par une écriture canonique et des alternances astucieuses de bribes mélodiques. Les émotions qui y alternent de façon fluide, allant de calme à calamiteuse, montrent une confluence caractéristique de la pensée et du sentiment. Le mouvement se termine par une coda paisible évoquant la mélodie d'ouverture et introduit par contraste le finale en forme de rondo. 
Le Presto, d'humeur festive, rappelle dans son passage en pizzicato la Quatrième Symphonie de Tchaïkovski, bien que les rythmes syncopés et l’accent soient incontestablement ceux américains du milieu du XXe siècle. L'énergie débordante de la Cinquième de Schuman semble encore plus remarquable par l'absence des cuivres et des vents qui, par leur présence, aurait plus facilement assuré une conclusion aussi flamboyante.

## Discographie
- Philadelphia Orchestra, Eugène Ormandy (1951, Columbia ML 4413)
- New York Philharmonic, Leonard Bernstein (1960, Sony SMK 63163 & Leonard Bernstein Symphony Edition, Sony 88697683652/46)
- New York Philharmonic, Leonard Bernstein (1987, Deutsche Grammophon)
- Seattle Symphony Orchestra, Gerard Schwarz (1991, Naxos American Classics - 8559317 & 8505228)
- Pittsburgh Symphony Orchestra, William Steinberg (Naxos Classical Archives - 980155)
- Concert Hall String Symphony, Edgar Schenkman (Naxos Classical Archives - 980366)
- I Musici de Montréal, Yuli Turovsky (Chandos CHAN9848)
- do.gma chamber orchestra, Mikhail Gurewitsch (Audiomax - AUD9121717)